# Alan Dean Foster
Alan Dean Foster (n. 18 noiembrie 1946) este un scriitor american de literatură științifico-fantastică. El locuiește în Prescott, Arizona împreună cu soția sa și este cunoscut pentru novelizarea scenariilor filmelor. Are o diplomă în științe politice și una în arte, obținute la University of California, Los Angeles.

## Opera
O parte dintre romanele sale fac parte din Humanx Commonwealth, o uniune interstelară etică/politică între oameni și insectoizii Thranx. ÎN multe dintre aceste romane apare Philip Lynx ("Flinx"), un tânăr empatic care ajunge să fie implicat în ceva care amenință supraviețuirea galaxiei. Însoțitorul constant al lui Flinx, încă din copilărie, este un dragon miniatural zburător pe nume Pip, care scuipă un venin neurotoxic extrem de coroziv.
Una dintre cele mai cunoscute opere fantasy ale lui o reprezintă seria Spellsinger, în care o tânără muziciană este chemată într-o lume populată cu creaturi vorbitoare, în care muzica ei îi permite acte de magie al căror efect depinde de versurile cântecelor.
Operele lui Foster au o tentă ecologică puternică. Deseori, căderea eroilor negativi ai scrierilor sale este provocată de lipsa respectului față de alte specii extraterestre sau de elemente aparent nevătămătoare din mediul înconjurător, așa cum se poate vedea în Midworld (povestea unei planete semi-inteligente, formată dintr-o junglă imensă), sau în Cachalot (a cărei acțiune se petrece pe o planetă populată cu cetacee inteligente). Foster dedică un spațiu larg descrierii mediului ciudat al lumilor extraterestre și coexistenței florei și faunei, unul dintre cele mai elocvente exemple constituindu-l Sentenced to Prism, în care protagonistul devine prizonierul unei lumi bazate pe siliciu.

### Războiul stelelor
Foster a scris romanul original al filmului Războiul Stelelor, deși inițial acesta i-a fost atribuit lui George Lucas. Întrebat dacă i-a fost greu să vadă că Lucas primește toți laurii pentru Războiul Stelelor, Foster a răspuns: "Deloc. Ideea poveștii i-a aparținut lui George, iar eu doar am extins-o. Faptul că pe copertă nu a figurat numele meu nu m-a deranjat câtuși de puțin. Ar fi ca și cum un constructor ar cere ca numele lui să figureze pe o casă proiectată de Frank Lloyd Wright." Lucas i-a dat lui Foster scheletul scenariului, iar acesta din urmă a ajutat la creionarea poveștii din spatele perioadei, locurilor, planetelor, raselor, istoriei și tehnologiei existente în întregul univers al Războiului Stelelor.
Foster a mai scris și Ochiul minții, o continuare publicată înainte de lansarea filmului Imperiul contraatacă. Povestea lui Foster se baza pe conceptele abandonate de Lucas la realizarea primului film. Scriitorul a fost uluit când, în Întoarcerea lui Jedi, Luke și Leia s-au dovedit a fi frate și soră; în Ochiul minții, personajele degajă o energie romantică și sexuală debordantă.
Deși Ochiul minții a intrat în contradicție cu romanele ulterioare ale seriei de filme Războiul Stelelor, a constituit prima carte din seria scrisă (deși nu e prima publicată - o poveste de la Marvel Comics deține această onoare) și, drept urmare, ocupă un loc de cinste printre fani.

### Star Trek
Foster este creditat și cu scrierea scenariului pentru Star Trek: Filmul. De asemenea, a scris 10 cărți bazate pe episoade din Star Trek: Seria animată, primele șase cărți conținând câte trei nuvele scrise fiecare după câte un episod, iar ultimele patru constând fiecare în novelizarea câte unui singur episod. Ulterior, el a realizat novelizarea filmului Star Trek din 2009, primul său roman Star Trek după mai bine de trei decenii.

### Romane din seria Commonwealth
- Midworld (1975), ISBN 0-345-35011-1
- Cachalot (1980), ISBN 0-345-28066-0
- Nor Crystal Tears (1982), ISBN 0-345-29141-7
- Voyage to the City of the Dead (1984), ISBN 0-345-31215-5
- Sentenced to Prism (1985), ISBN 0-345-31980-X
- The Howling Stones (1997), ISBN 0-345-38375-3
- Drowning World (2003), ISBN 0-345-45035-3
- Quofum (2008), ISBN 978-0-345-49605-8

#### Romane cu Pip și Flinx (în ordine cronologică)
- For Love of Mother-Not (1983), ISBN 0-345-30511-6
- The Tar-Aiym Krang (1972), ISBN 0-345-29232-4
- Orphan Star (1977), ISBN 0-345-25507-0
- The End of the Matter (1977), ISBN 0-345-25861-4
- Flinx in Flux (1988), ISBN 0-345-34363-8
- Mid-Flinx (1995), ISBN 0-345-38374-5
- Reunion (2001), ISBN 0-345-41867-0
- Flinx's Folly (2003), ISBN 0-345-45038-8
- Sliding Scales (2004), ISBN 0-345-46156-8
- Running from the Deity (2005), ISBN 0-345-46159-2
- Bloodhype (1973), ISBN 0-345-25845-2
- Trouble Magnet (2006), ISBN 0-345-48504-1
- Patrimony (2007), ISBN 978-0-345-48507-6
- Flinx Transcendent (2009), ISBN 978-0-345-49607-2

#### Trilogia Icerigger
- Icerigger (1974), ISBN 0-345-23836-2
- Mission to Moulokin (1979), ISBN 0-345-27676-0
- The Deluge Drivers (1987), ISBN 0-345-33330-6

#### Founding of the Commonwealth
- Phylogenesis (1999), ISBN 0-345-41862-X
- Dirge (2000), ISBN 0-345-41864-6
- Diuturnity's Dawn (2002), ISBN 0-345-41865-4

#### Star Trek
- Star Trek Log 1 (1974), ISBN 0-345-24014-6

ro. Star Trek - editura Teora 1994
- Star Trek Log 2 (1974), ISBN 0-345-25812-6

ro. Star Trek: Jurnalul 2 - editura Cristian Plus 1994
- Star Trek Log 3 (1975), ISBN 0-345-24260-2

ro. Star Trek: Jurnalul 3 - editura Cristian Plus 1994 și editura Adriada 1995
- Star Trek Log 4 (1975), ISBN 0-345-24435-4

ro. Star Trek: Jurnalul 4 - editura Cristian Plus 1994 și editura Adriada 1995
- Star Trek Log 5 (1975), ISBN 0-345-33351-9

ro. Star Trek: Jurnalul 5 - editura Cristian Plus și editura Adriada 1995
- Star Trek Log 6 (1976), ISBN 0-345-24655-1

ro. Star Trek: Jurnalul 6 - editura Cristian Plus și editura Adriada 1995
- Star Trek Log 7 (1976), ISBN 0-345-24965-8
- Star Trek Log 8 (1976), ISBN 0-345-25141-5
- Star Trek Log 9 (1977), ISBN 0-345-25557-7
- Star Trek Log 10 (1978), ISBN 0-345-27212-9
- Star Trek: The Motion Picture Photostory (după care s-a scris romanul Star Trek: The Motion Picture) (1980), ISBN 0-671-83089-9
- Star Trek (2009), ISBN 1-4391-5886-X

### Războiul stelelor
- Star Wars: From the Adventures of Luke Skywalker (după care s-a scris romanul Star Wars; ca George Lucas) (1976), ISBN 0-345-26079-1

ro. Războiul stelelor: Din aventurile lui Luke Skywalker - editura Elit Comentator 1993, 1997 și editura Amaltea 2006
- Splinter of the Mind's Eye (1978), ISBN 0-345-27566-7

ro. Ochiul minții - editura Amaltea 2003
- The Approaching Storm (2002), ISBN 0-345-44300-4

ro. Apropierea furtunii - editura Amaltea 2004

### Alien
- Alien (1979), ISBN 0-446-82977-3

ro. Alien: Al 8-lea pasager - editura Cristian 1994
- Aliens (1986), ISBN 0-446-30139-6

ro. Aliens: Misiune de pedeapsă - editura Cristian 1994
- Alien 3 (1992), ISBN 0-446-36216-6

ro. Alien 3: Planeta condamnaților - editura Cristian 1994

### Alte novelizări de filme
- Luana (film italian) (1974), ISBN 0-345-23793-5
- Dark Star (1974), ISBN 0-345-24267-X
- The Black Hole (1979), ISBN 0-345-28538-7
- Clash of the Titans (1981), ISBN 0-446-93675-8
- Outland (1981), ISBN 0-446-95829-8
- The Thing (1981), ISBN 0-553-20477-7
- Krull (1983), ISBN 0-446-30642-8
- The Last Starfighter (1984), ISBN 0-425-07255-X
- Starman (1984), ISBN 0-446-32598-8
- Shadowkeep (joc pe calculator din 1984 și roman) (1984), ISBN 0-446-32553-8
- Pale Rider (1985), ISBN 0-446-32767-0
- Alien Nation (1988), ISBN 0-446-35264-0
- The Dig (joc pe calculator și roman) (1995), ISBN 0-446-51853-0
- The Chronicles of Riddick (2004), ISBN 0-345-46839-2
- Terminator Salvation (2009), ISBN 1-84856-085-0

#### Transformers
- Transformers (2007), ISBN 0-345-49799-6
  - Transformers: Ghosts of Yesterday (2007), ISBN 0-345-49798-8
- Transformers: Revenge of the Fallen (2009), ISBN 978-0-345-51593-3
  - Transformers: The Veiled Threat (2009), ISBN 0-345-51592-7

### Trilogia The Damned
- A Call to Arms (1991), ISBN 0-345-35855-4
- The False Mirror (1992), ISBN 0-345-35856-2
- The Spoils of War (1993), ISBN 0-345-35857-0

### Spellsinger
- Spellsinger (1983), ISBN 0-446-97352-1
- The Hour of the Gate (1984), ISBN 0-446-90354-X
- The Day of the Dissonance (1984), ISBN 0-446-32133-8
- The Moment of the Magician (1984), ISBN 0-446-32326-8
- The Paths of the Perambulator (1985), ISBN 0-446-32679-8
- The Time of the Transference (1986), ISBN 0-932096-43-3
- Son of Spellsinger (1993), ISBN 0-446-36257-3
- Chorus Skating (1994), ISBN 0-446-36237-9

### Dinotopia
- Dinotopia Lost (1996), ISBN 1-57036-279-3
- The Hand of Dinotopia (1997), ISBN 1-57036-396-X

### Journeys of the Catechist
- Carnivores of Light and Darkness (1998), ISBN 0-446-52132-9
- Into the Thinking Kingdoms (1999), ISBN 0-446-52136-1
- A Triumph of Souls (2000), ISBN 0-446-52218-X

### Trilogia Taken
- Lost and Found (2004), ISBN 0-345-46125-8
- The Light-Years Beneath My Feet (2005), ISBN 0-345-46128-2
- The Candle of Distant Earth (2005), ISBN 0-345-46131-2

### Culegeri de povestiri
- With Friends Like These (1977), ISBN 0-345-25701-4
- Who Needs Enemies? (1984), ISBN 0-345-31657-6
- The Metrognome and Other Stories (1990), ISBN 0-345-36356-6
- Montezuma Strip (1995), ISBN 0-446-60207-8
- Mad Amos (1996), ISBN 0-345-39362-7
- Impossible Places (2002), ISBN 0-345-45041-8
- Exceptions to Reality (2008), ISBN 0-345-49604-3

### Alte cărți
- The Man Who Used the Universe (1983), ISBN 0-446-90353-1
- The I Inside (1984), ISBN 0-446-32027-7
- Slipt (1984), ISBN 0-425-07006-9
- Into the Out Of (1986), ISBN 0-446-51337-7
- Glory Lane (1987), ISBN 0-441-51664-5
- Maori (1988), ISBN 0-441-51925-3
- Outer Heat (1988), ISBN 0-446-35265-9
- To the Vanishing Point (1988), ISBN 0-446-51338-5
- Quozl (1989), ISBN 0-441-69454-3
- Cyber Way (1990), ISBN 0-441-13245-6
- Cat-a-lyst (1991), ISBN 0-441-64661-1
- Codgerspace (1992), ISBN 0-441-71851-5
- Greenthieves (1994), ISBN 0-441-00104-1
- Life Form (1995), ISBN 0-441-00218-8
- Design for Great-Day (cu Eric Frank Russell) (1995), ISBN 0-312-85501-X
- Jed the Dead (1997), ISBN 0-441-00399-0
- Parallelities (1998), ISBN 0-345-42461-1
- Interlopers (2001), ISBN 0-441-00847-X
- Kingdoms of Light (2001), ISBN 0-446-52667-3
- Primal Shadows (2001), ISBN 0-312-87771-4
- The Mocking Program (2002), ISBN 0-446-52774-2
- Sagramanda (2006), ISBN 1-59102-488-9
- The Human Blend (2010), ISBN 9780345511973[7]

### Nepublicate
- Maude (1974)